# Petun

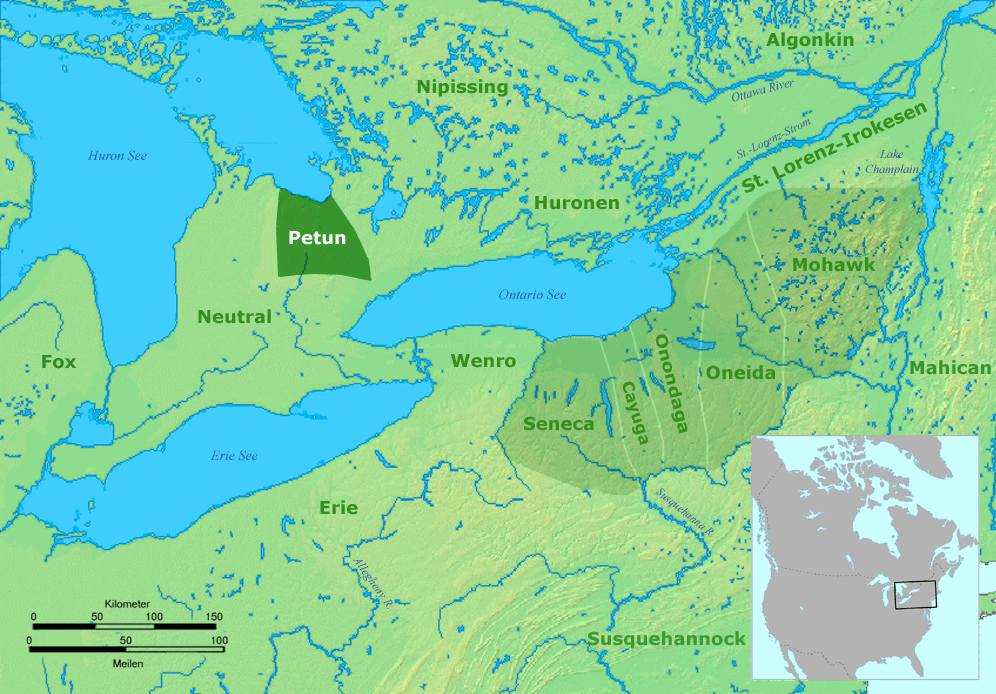
Territori neutral

Els Pétun (tabac en francès antic), o Tionontati en la seva llengua iroquesa fou una banda índia històrica de Primeres Nacions properament relacionada amb la Confederació Wendat (Huron). La seva pàtria es troba al llarg de la vora sud-oest de la badia Georgian, a la zona immediatament a l'oest del territori Huron al sud d'Ontario de l'actual Canadà. Tenien entre vuit i deu aldees, i podrien haver sumat diversos milers abans del contacte europeu.
Després de delmar per malalties infeccioses després de 1634, quan la immigració de nens d'Anglaterra, França i Holanda va augmentar i va portar contacte, tant les societats Wendat com Petun estaven en un estat debilitat. Van ser atacats, destruïts i dispersats pels guerrers de la Confederació Iroquesa, assaltant el 1649 la seva base en l'actual Nova York. Les restes es van unir a alguns hurons refugiats per convertir-se en la Nació Huron-Petun, que van ser més tard coneguda com a Wyandot.
Les Relacions Jesuites de 1652 descriu els tatuatges entre els Petun i la Nació Neutral:
| « | I això (tatuatge) en algunes nacions és tan comú que en la que anomenem del tabac, i en la que - a causa de gaudir de pau amb els hurons i amb els iroquesos - va ser anomenada Neutral, jo no sé si hom va trobar sola persona, que no estigués pintat d'aquesta manera, en alguna part del cos. | » |

## Nom
Els comerciants francesos anomenaren aquestes Primeres Nacions gent del Pétun (tabac), pel seu cultiu industrial d'aquesta planta. Pétun com a paraula per al tabac es va convertir en obsoleta; deriva del primer comerç francès a Brasil, i ve de la llengua guaraní.
En llengua mohawk, el nom per al tabac és O-ye-aug-wa. Els comerciants colonials francesos de la vall d'Ohio transliteraren el nom mohawk name com Guyandotte, la pronunciació de com sonava en el seu idioma. Més tard els colons euroamericans a la vall adoptaren el nom. Van donar nom al riu Guyandotte al sud-oest de Virgínia Occidental pel poble Wendat, qui havia migrat a l'àrea durant les Guerres del Castor de finals del segle xvii. Finalment els Wendat foren obligats a traslladar-se a Ohio, i finalment en la dècada de 1830 la majoria foren traslladats a Territori Indi en els actuals Kansas i Oklahoma. Hi ha una tribu reconeguda federalment, la Nació Wyandotte i una no reconeguda, la Nació Wyandot de Kansas.